# Manabo (Abra)
Manabo is een gemeente in de Filipijnse provincie Abra op het eiland Luzon. Bij de laatste census in 2007 had de gemeente bijna 11 duizend inwoners.

## Geografie

### Bestuurlijke indeling
Manabo is onderverdeeld in de volgende 11 barangays:
| - Ayyeng - Catacdegan Nuevo - Catacdegan Viejo - Luzong - San Jose Norte - San Jose Sur | - San Juan Norte - San Juan Sur - San Ramon East - San Ramon West - Santo Tomas |

## Demografie
Manabo had bij de census van 2007 een inwoneraantal van 10.538 mensen. Dit zijn 895 mensen (9,3%) meer dan bij de vorige census van 2000. De gemiddelde jaarlijkse groei komt daarmee uit op 1,23%, hetgeen lager is dan het landelijk jaarlijks gemiddelde over deze periode (2,04%). Vergeleken met de census van 1995 is het aantal mensen met 1.905 (22,1%) toegenomen.

De bevolkingsdichtheid van Manabo was ten tijde van de laatste census, met 10.538 inwoners op 91 km², 115,8 mensen per km².